# Younes Delfi
Younes Delfi (sinh ngày 2 tháng 10 năm 2000, Shush) là một cầu thủ bóng đá người Iran thi đấu ở vị trí tiền vệ cho câu lạc bộ Iran Esteghlal Khuzestan ở Persian Gulf Pro League.

## Sự nghiệp quốc tế
Delfi là cầu thủ kĩ thuật khi trình diễn kĩ năng tại Giải vô địch bóng đá U-17 thế giới 2017 ở Ấn Độ. Anh có 2 bàn thắng và 1 pha kiến tạo ở vòng bảng. Anh cũng trình diễn kĩ năng tuyệt vời khi giành 2 quả phạt đền cho U-17 Iran trong 3 trận vòng bảng.